# Rouvres-la-Chétive
Rouvres-la-Chétive is een gemeente in het Franse departement Vosges in regio Grand Est en telt 412 inwoners (2004). Rouvres-la-Chétive maakt deel uit van het arrondissement Neufchâteau en sinds 22 maart 2015 ook van het kanton Neufchâteau toen het kanton Châtenois, waar de gemeente daarvoor onder viel, werd opgeheven.

## Geografie
De oppervlakte van Rouvres-la-Chétive bedraagt 11,5 km², de bevolkingsdichtheid is 35,8 inwoners per km².
De onderstaande kaart toont de ligging van Rouvres-la-Chétive met de belangrijkste infrastructuur en aangrenzende gemeenten.

## Demografie
Onderstaande figuur toont het verloop van het inwonertal (bron: INSEE-tellingen).